# Dorida
Dorida (Grieks: Δωρίδα) is sedert 2011 een fusiegemeente (dimos) in de Griekse bestuurlijke regio (periferia) Centraal-Griekenland.
De vier deelgemeenten (dimotiki enotita) van de fusiegemeente zijn:
- Efpalio (Ευπάλιο)
- Lidoriki (Λιδωρίκι)
- Tolofon (Τολοφών)
- Vardousia (Βαρδούσια)